# Кастрон (крепость)
Кастрон (греч. κάστρον) — термин, которым в Византии обозначали крепость или замок. В строгом смысле слова, кастроном является фортификационное сооружение, как правило, на возвышенности, в противоположности нижней, не укреплённой части города, эмпорию. Начиная с периода «тёмных веков» (примерно 650—850 годы), когда византийские города сжались до размера своих укреплений, понятие «кастрон» стало синонимично городу в целом. Кастронами также называли и довольно большие города, как Эфес, но никогда столицу империи, Константинополь. Несмотря на свои небольшие размеры, кастроны играли важную роль в византийской оборонительной системе. Население в окрестностях кастронов несло повинность по их содержанию — кастроктисию. С XI века кастроны находились в пожизненном управлении кастрофилаксов.